# سفر طلایی سندباد
سفر طلایی سندباد (به انگلیسی: The Golden Voyage of Sinbad) فیلمی محصول سال ۱۹۷۳ و به کارگردانی گوردون هسلر است. در این فیلم بازیگرانی همچون جان فیلیپ لا، توماس بیکر، تاکیس امانوئل، کارولین مونرو، داگلاس ویلمر، مارتین شا، گرگوار آسلان، آلدو سامبرل، رابرت شاو ایفای نقش کرده‌اند.